# Zaragoza (Coahuila)
Zaragoza es una localidad del estado mexicano de Coahuila. Es la cabecera del municipio de Zaragoza.

## Toponimia
El nombre de la localidad rinde homenaje a Ignacio Zaragoza, general mexicano, destacado por la Batalla de Puebla del 5 de mayo de 1862.

## Historia
En 1749 el virrey de Nueva España, Juan Francisco de Güemes, ordenó establecer una población en el Valle de las Ánimas. La fundación se llevó a cabo el 1 de febrero de 1753 bajo el nombre de «Villa de San Fernando de Austria». El 7 de agosto de 1847 la población fue renombrada a «San Francisco de Rosas». El 27 de febrero de 1868 el Congreso del Estado de Coahuila decidió rebautizar la localidad como «Zaragoza» en honor al general Ignacio Zaragoza.

## Demografía
| Gráfica de evolución demográfica |
|                                  |

| Censo | Población |
| ----- | --------- |
| 1900  | 3 404     |
| 1910  | 3 929     |
| 1921  | 4 246     |
| 1930  | 3 663     |
| 1940  | 3 510     |
| 1950  | 4 061     |
| 1960  | 5 375     |
| 1970  | 6 797     |
| 1980  | 7 875     |
| 1990  | 8 992     |
| 2000  | 10 061    |
| 2010  | 10 461    |
| 2020  | 11 150    |